# 쿠보타 유키
쿠보타 유키(일본어: 久保田 悠来 구보타 유키[*], 1981년 6월 15일 ~ )는 일본의 배우로, 재팬 뮤직 엔터테인먼트 소속이다.

## 약력
2002년 하라주쿠에서 컷모델의 제의를 받은 것을 시작으로 독자모델을 통해 2007년부터 배우를 하게 되었다.
2012년 1월 31일 본인의 사정으로 기준의 사무소를 나오고 나서 10개월 후에 현 사무소와 계약하게 된다.
취미는 스포츠, 영화감상, 드라이브. 특기는 축구, 수영, 액션, 난투 장면.

## 인물
외모 때문에 주로 카리스마 있거나 왕자병 캐릭을 맡는 경우가 많지만 배역의 폭이 넓은 편이다. 가이무 촬영을 함께 하는 후배 배우들의 평은 어른의 색기가 느껴진다거나 섹시하다는 평이 주를 이룬다.
상당히 4차원에 개그센스를 겸비하고 있다. 주변에서도 그에 대해 설명을 하는데 빠지지 않고 나오는 말이 외모와 달라서 처음에는 당황했다는 것. 가이무 제작발표회에서 했던 R등급이 되는 자리에 꽃을 올리겠다는 말은 어떤 의미론 전설.
게다가 초영웅제에서는 "가면라이더 가이무에서 가장 기억에 남는 대사는 무엇이냐"는 질문을 받고 진지한 목소리로 포즈까지 취해가며 
"멜론 에너지~"라고 대답하여 주변 사람들을 빵터트렸다.
그외 가면라이더가 되었을 때 무엇을 했냐는 질문에 세일러문을 봤다라고 답변했다. 그런데 실제로 배우중에 실사판 세일러 머큐리를 맡은 배우가 합류했다. 알고 말한건지는 불명.
가면라이더 가이무의 카즈라바 코우타 역의 사노 가쿠에 따르면 시모네타가 취향인 모양이다. 흡연 장면을 촬영하긴하나 본인은 비흡연자. 그리고 커피도 못 마신다고 한다.
주변사람들을 잘 챙겨주는 자상한 성격이라서 그런지 주변 사람들에게 호감도가 높은 편으로, 주변사람들로부터 동경하는 사람으로 꼽히기도 한다. 
상당한 노력파인데 그 일화 중 하나로, 처음 출연했던 뮤지컬에서 노래로 혹평을 받았으나 부단한 노력으로 노래 실력을 단숨에 올려 좋은 평을 받은 일이 있다. 그리고 타카토라가 몸이 좋다는 설정이어서 근육을 키우려고 음식도 골라서 먹고 몸도 열심히 단련했다고 한다.
한일합작영화 <절벽위의 트럼펫> 출연을 계기로 2017년 3월 초 영화 홍보차 방한했는데 2주 전부터 한국어를 공부해 자기 소개 때 일부를 한국어로 했다고 한다. 한국 시사회 당시 한 팬이 일본어로 다시 와달라고 외치자 또 오겠다고 화답해 눈길을 끌었다. 또 방한 이후 SNS 해시태 그에 이름을 한글로 넣는 등 한국팬들을 각별히 생각하는 모습을 보여주었다.
자주입던 외출복을 입고 편의점에 갔는데 사람들이 쳐다보자, 자기를 알아보는 줄 알고 모자를 눌러쓰고 나갔는데 거울을 보니, 상의를 거꾸로 입었다고 하는 일화가 있다.

## 출연작

### TV 드라마
- 2013년 ~ 2014년 가면라이더 가이무 - 쿠레시마 타카토라 역
- 2017년 우주전대 큐레인저 - 스콜피오 역

## 영화
- 가면라이더X가면라이더 위자드&가이무 천하를 겨루는 전국 MOVIE 대합전 - 쿠레시마 타카토라 역
- 극장판 가면라이더 가이무 사커 대결전! 황금의 열매 쟁탈배! - 쿠레시마 타카토라 역